# Cisco LocalDirector
O Cisco LocalDirector é um ativo de balanceamento de carga entre servidores, descontinuado pela CISCO em 2003, baseado em uso de Network Address Translation (NAT). Foi incorporado à linha de ativos da Cisco Systems quando esta adquiriu a Network Translation, Inc. O LocalDirector foi idealizado por John Mayes no fim de 1996 durante uma reunião de pós-aquisição com um dos engenheiros-chefe da Netscape Communications Corporation. Durante este encontro, o engenheiro da Netscape disse à John Mayes que havia "provavelmente 10 consumidores no mundo com problemas de balanceamento de carga". Por causa disso, foi decidido iniciar o desenvolvimento do LocalDirector.
Brantley Coile, que havia escrito o código para o firewall PIX para a NTI (e depois para a Cisco), começou a condificação do LocalDirector logo depois dessa reunião. Como resultado da aquisição da NTI pela Cisco Systems no fim de 1995, Brantley contratou uma equipe de quatro experientes desenvolvedores: Richard Howes e Pete Tenereillo trabalharam para a NTI antes da aquisição pela Cisco, e Jim Jordan e Tom Bohannon, contratados imediatamente após a aquisição. Juntos, os quatro desenvolveram o código para o Finesse OS e LocalDirector (Finesse foi usado ainda na versão Cisco do PIX). A maior parte do código do LocalDirector foi compartilhada com os antigos PIXes.